# Jerónimo Mariano Usera y Alarcón
Jerónimo Usera y Alarcón (Madri, 15 de setembro de 1810 - Havana, 17 de maio de 1891) foi um cisterciense missionário espanhol fundador das Irmãs do Amor de Deus e reconhecido venerável pela Igreja Católica.

## Biografia
Nasceu em Madrid em 15 de setembro de 1810, durante a Guerra da Independência Espanhola (1808-1814), numa família de elevado nível social e cultural, já que o seu pai era director da Real Academia Greco-Latina. Ele foi batizado no dia seguinte com sua irmã gêmea na Igreja de São Sebastião em Madrid com os primeiros nomes de Mariano Nicomedes. Aos 14 anos, anunciou ao pai sua intenção de se tornar monge; em 3 de março de 1824, entrou na a Abadia de Santa María la Real d'Oseira na Galiza, onde tomou o nome de Jerónimo Mariano e fez os votos religiosos no ano seguinte. Lá recebeu sua primeira formação religiosa e cultural, que depois completou em várias abadias da ordem: Villanueva de Oscos, Belmonte, Salamanca, Alcalá de Henares e finalmente San Martín de Castañeda. Foi ordenado em 20 de setembro de 1834 e depois trabalhou como pároco de 1835 a 1837.
Em 1836, os monges foram expulsos na sequência da desamortização de Mendizábal. Permaneceu na Diocese de Astorga na esperança do próximo restabelecimento das ordens religiosas, mas vendo que isso era impossível, retornou à sua cidade natal em 1841 onde se dedicou ao apostolado. Em 1844, enquanto ensinava grego na Universidade de Madrid, era responsável pela educação de dois jovens africanos da ilha de Fernando Poo (atual Bioco), este acontecimento fez com que ele tomasse um rumo decisivo na sua vida, pois ao mesmo tempo preparando os dois jovens para o batismo, concebeu o projeto de ir evangelizar as ilhas do Golfo de Biafra. Isto encorajou-o a partir como missionário para Fernando Póo e Ano-Bom entre 1844 e 1846, tornando-se assim o primeiro missionário a estas ilhas, mas contraiu uma doença grave que o obrigou a regressar a Espanha.
Em 1849, foi enviado a Cuba e nomeado cônego da catedral de Santiago de Cuba; como a sede da diocese está vaga, ele também é nomeado vigário geral e governador eclesiástico até a chegada de Antonio-Maria Claret, novo bispo. Maria Claret o enviou à Espanha para tratar de certas questões relacionadas ao culto e ao clero; mas durante sua estada na Espanha, foi nomeado decano de Porto Rico, onde chegou em 1853 e nomeado governador da diocese. Desenvolveu uma intensa atividade apostólica, especialmente em favor das crianças, dos pobres, dos negros e dos escravos. Para essas atividades, fundou uma escola para mulheres e uma casa de caridade; mas logo percebe que precisa de pessoal especializado. Com a permissão de seu bispo, ele retornou à Espanha.
Em 27 de abril de 1864 fundou a congregação das Irmãs do Amor de Deus que abriu sua primeira escola em Toro na província de Zamora. Enquanto preparava as primeiras irmãs que queria levar consigo para a América, foi nomeado decano da diocese de San Cristóbal, em Havana. No entanto, embora tenha sido obrigado a partir para Cuba para assumir suas novas funções, continuou a liderar as irmãs por carta; e em 1871, as primeiras freiras chegaram à ilha. Exerceu suas funções como decano e dirigiu as irmãs em Cuba e na Espanha, administrou os hospitais de San Felipe e Santiago e estabeleceu uma sociedade para a proteção de crianças e uma academia tipográfica para meninas. Em reconhecimento ao seu trabalho social, a Rainha Isabel II concede-lhe a Grã-Cruz da Ordem de Isabel a Católica. Ele também é responsável pela catedral de Havana, cidade em que morreu em 17 de maio de 1891. Em 1925, seus restos mortais foram transferidos de Cuba para a casa das irmãs Toro, onde permanecem até hoje. Em 28 de junho de 1999, foi reconhecido como venerável pelo Papa João Paulo II.